# Salomon-dollar
De Solomon Islands dollar (SBD) is de munteenheid van de Salomonseilanden. De SBD is ingevoerd in 1975 om Australische dollar te vervangen na de onafhankelijkheid (1978). De Salomonseilanden behoren nog tot het Britse Gemenebest en hebben derhalve nog de beeltenis van koningin Elizabeth II op de muntstukken. Sinds november 2025 worden Salomon-dollars geslagen met de beeltenis van Charles III.
De dollar is onderverdeeld in 100 centen. De Solomon Islands dollar kent de volgende muntstukken:
- 1 cent
- 2 cent
- 5 cent
- 10 cent
- 20 cent
- 50 cent
- 1 dollar

Bankbiljetten zijn er met de volgende waarden en kleuren:
- 2 dollar (groen)
- 5 dollar (blauw)
- 10 dollar (roze)
- 20 dollar (oranje)
- 50 dollar (purper)
- 100 dollar (bruin)